# Pulgunbjol állomás
Pulgunbjol állomás (hangul: 붉은별역, Pulgunbjol-jok, handzsa: 붉은별驛, RR: Pulgŭnbyŏl-yŏk, ’Vörös csillag’) állomás Észak-Koreában, Phenjan Teszong-kujok (Taesŏng-kuyŏk) városrészén, a phenjani metró vonalán. 1973. szeptember 6-án adták át. Közelében található a Phenjani 2. sz. Kórház.
| Cshollima vonal | Cshollima vonal | Cshollima vonal                    |
| --------------- | --------------- | ---------------------------------- |
| végállomás      | metróvonal      | Csonu (Chŏnu) Puhung (Puhŭng) felé |